# 束尾草
束尾草（学名：Phacelurus latifolius）为禾本科束尾草属下的一个种。

## 扩展阅读
維基物種上的相關：束尾草